# Melodie
Melodii chápeme jako
- skladatelem rytmicky organizovanou sekvenci jednotlivých tónů, navazujících na sebe tak, aby byla vyjádřena hudební myšlenka nebo její frakce.
- tóny uspořádané a pospojované tak, aby šly zahrát nebo zazpívat = hudební myšlenka
- tónovou strukturu s ohledem na uspořádání jednotlivých tónů v určitém sledu
- základní atribut kompozice s doprovodem (v evropské hudbě)

Melodie patří spolu s rytmem a harmonií k základním prvkům definujícím celkový hudební projev. Melodie se ale časem stále zjednodušují.